# Góry marsjańskie według wysokości
Lista obejmuje góry na Marsie według wysokości nad średnim poziomem powierzchni. Wymienione wysokości odnoszą się do marsjańskiego systemu odniesienia (wysokość zero jest określona na podstawie średniego ciśnienia atmosfery marsjańskiej i promienia planety). Wysokość ta nie jest wysokością względem otaczającego górę terenu.
- Mons (l.mn. montes) – w astrogeologii góra pozaziemska, która może być lub nie być pochodzenia wulkanicznego.
- Patera (z łac. płytki wulkan) – góra wulkaniczna z półokrągłą depresją na szczycie, stosunkowo płytką w porównaniu do swojej średnicy. W przypadku tych obiektów w tabeli podana jest średnia wysokość obniżenia na szczycie.
- Tholus (l.mn. tholi) – w astrogeologii wulkan tarczowy.

| Nazwa                                    | Wysokość (m) |
| ---------------------------------------- | ------------ |
| Olympus Mons                             | 21 171       |
| Ascraeus Mons                            | 18 209       |
| Arsia Mons                               | 17 779       |
| Pavonis Mons                             | 14 037       |
| Elysium Mons                             | 13 862       |
| Tharsis Tholus                           | 8000-9000    |
| Biblis Tholus (dawniej Patera)           | 7198         |
| Alba Mons (dawniej Patera)               | 6815         |
| Ulysses Tholus (dawniej Patera)          | 5863         |
| Aeolis Mons (nieformalnie „Mount Sharp”) | 5500         |
| Uranius Mons (dawniej Patera)            | 4853         |
| Anseris Mons                             | 3959         |
| Hadriacus Mons (dawniej Hadriaca Patera) | 3959         |
| Euripus Mons                             | 3945         |
| Tyrrhenus Mons (dawniej Tyrrhena Patera) | 3920         |
| Promethei Mons                           | 3789         |
| Chronius Mons                            | 3240         |
| Apollinaris Mons (dawniej Patera)        | 3155         |
| Gonnus Mons                              | 2937         |
| Syrtis Major Planum                      | 2300         |
| Amphitrites Patera                       | 2066         |
| Nili Patera                              | 2036         |
| Pityusa Patera                           | 1877         |
| Malea Patera                             | 1313         |
| Peneus Patera                            | 1276         |
| Labeatis Mons                            | 1143         |
| Issedon Paterae                          | 826          |
| Pindus Mons                              | 704          |
| Meroe Patera                             | 542          |
| Orcus Patera                             | -764         |
| Oceanidum Mons                           | -1277        |
| Horarum Mons                             | -2325        |
| Peraea Mons                              | -2470        |
| Octantis Mons                            | -2731        |
| Galaxius Mons                            | -3972        |